# 문맥계

문맥계의 일반적인 모식도. 이런 모습은 시상하부와 뇌하수체전엽 사이의 뇌하수체문맥계에서 발생한다.

동물의 순환계에서 문맥계(portal venous system, 門脈系)는 모세혈관이 심장으로 먼저 향하지 않고 정맥을 통해 다른 모세혈관으로 혈액을 이동시키는 순환 양상이다. 모세혈관과 이를 연결하는 혈관은 모두 문맥계의 일부로 간주된다.
대부분의 모세혈관은 정맥으로 이어져 결국 심장으로 향한다. 따라서 다른 모세혈관으로 이어지는 문맥계는 몸에서 흔하지 않다. 문맥계는 정맥계통으로 간주되는데 이는 두 모세혈관계 사이에 있는 혈관은 정맥이나 세정맥이기 때문이다.
문맥계의 예로는 간문맥계, 뇌하수체문맥계, 그 외 포유류가 아닌 동물에게 있는 콩팥문맥계가 있다. 종종 문맥계라는 표현이 간문맥계를 가리킬 수 있다. 이러한 이유로 문맥(portal vein)은 가장 일반적으로 간문맥을 가리킨다.
이러한 문맥계가 기능적으로 중요한 이유는 한 구역의 물질을 비교적 높은 농도로 다른 구역으로 직접 운반한다는 것이다. 심장이 그 두 구역 사이의 혈액 순환에 관여한다면, 그 물질은 신체의 나머지 부분으로 퍼지면서 농도가 낮아질 수밖에 없다.

## 사람에서
사람의 간문맥계는 간으로 가는 혈액의 약 4분의 3을 운반한다. 지라, 이자, 쓸개, 및 위장관의 배 부분에서 정맥혈을 운반하는 최종적인 공통 경로(항문관의 아래쪽 부분과 구불잘록창자 제외)는 간문맥을 통한다. 간문맥은 척추뼈몸통 L1(첫째 허리뼈) 높이에서 이자 목 뒤쪽의 위창자간막정맥과 지라정맥이 합쳐지면서 형성된다. 간을 향해 올라가면서 간문맥은 샘창자 위쪽을 뒤에서 지나 작은그물막의 오른쪽 가장자리로 들어간다. 그물막구멍의 앞쪽에 있고, 약간 오른쪽에 있는 담관과 약간 왼쪽에 있는 고유간동맥의 뒤쪽에 있다. 간에 가까워지면 간문맥이 좌우로 갈라져 간의 실질로 들어간다. 간문맥의 지류에는 오른쪽과 왼쪽 위정맥, 쓸개정맥, 배꼽옆정맥이 있다.
뇌하수체문맥계는 시상하부에서 뇌하수체전엽으로 호르몬을 운반한다.
부신속질의 모세혈관은 부신겉질 모세혈관의 하류에 있다. 이 문맥계는 고농도의 부신겉질 호르몬을 부신 속질로 전달한다. 특히, 글루코코르티코이드는 부신속질에서 노르에피네프린이 에피네프린으로 효소적 전환되는 것을 유도한다. 대조적으로, 교감신경계의 신경절은 세포에 고농도의 글루코코르티코이드가 없기 때문에 노르에피네프린이 에피네프린으로 전환되지 않고, 주로 노르에피네프린을 생성한다.
세뇨관의 모세혈관은 사구체 모세혈관의 하류에 있다.
랑게르한스섬의 정맥혈은 원심성 혈관(vasa efferentia)을 통해 외분비샘 쪽 이자의 모세혈관계의 상류에 있다. 따라서 이자 외분비샘은 이자 내분비샘의 고농도 호르몬에 직접 노출되어 이자문맥계를 형성한다. 이자 내분비샘이 이자 외분비샘으로 내분비하는 호르몬에는 인슐린, 아밀린, 글루카곤, 소마토스타틴 등이 있다.